# Heilig Hartbeeld (Hoensbroek, Kerkplein)
Het Heilig Hartbeeld is een standbeeld op het Kerkplein in de Nederlandse plaats Hoensbroek, in de provincie Limburg.

## Achtergrond
Rond 1916 ontstond Hoensbroek-Station, een gehucht even buiten Hoensbroek opgericht voor de mijnwerkers van de Staatsmijn Emma, in de nabijheid van het Station Hoensbroek. Tegenwoordig is Hoensbroek-Station bekend als Nieuw Lotbroek, een wijk van Heerlen. De Stationskolonie kreeg in 1920 een noodkerk, geplaatst op een centraal plein dat de naam Kerkplein kreeg. In 1923 werd de eerste steen gelegd voor de Onze-Lieve-Vrouw-Boodschapskerk, een ontwerp van architect Nic. Ramakers, een jaar later werd de kerk in gebruik genomen en de noodkerk gesloopt. Op 20 april 1930 werd officieel het rectoraat Hoensbroek-Station opgericht.

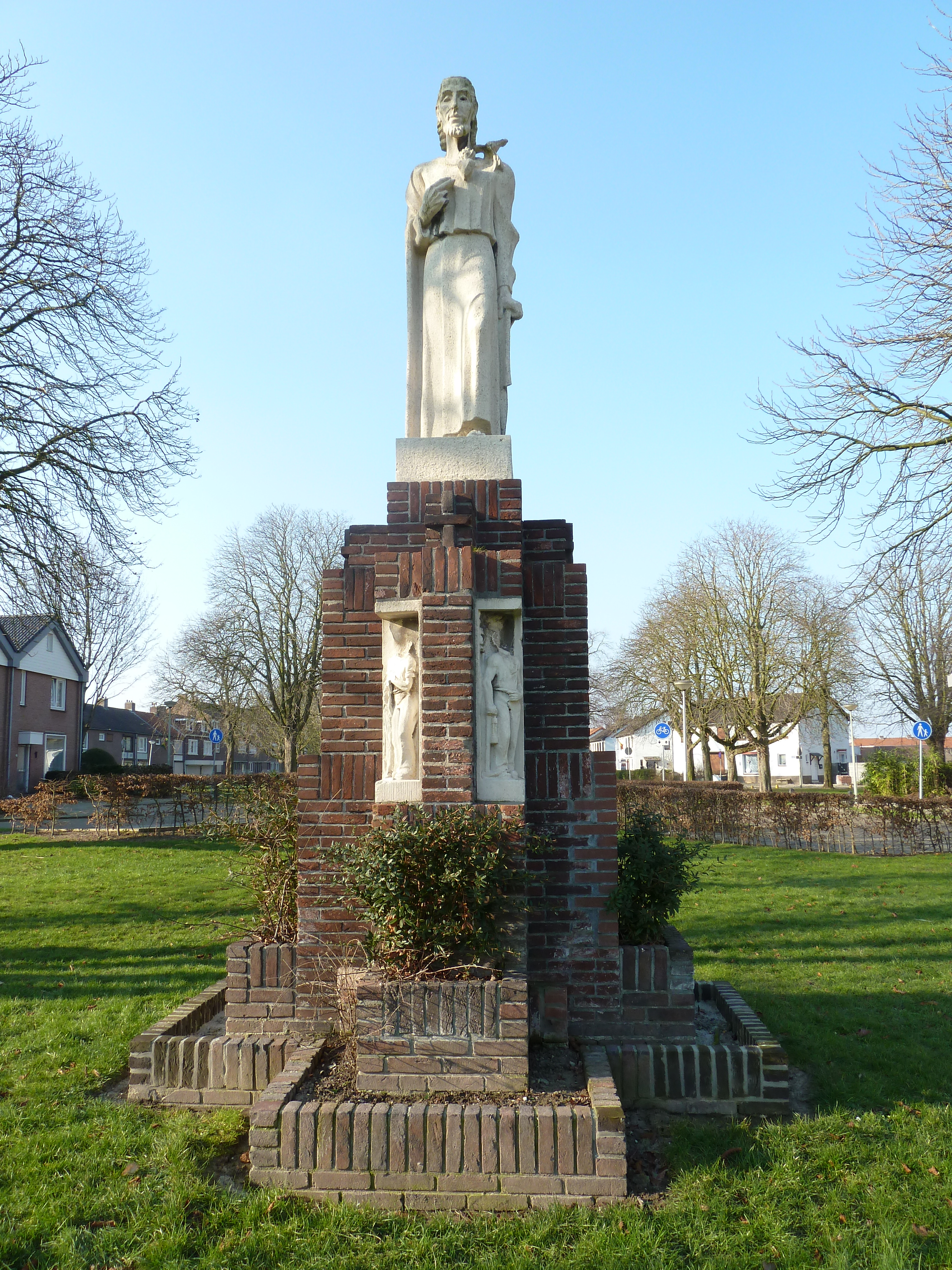
Het monument

Rector Jos. Moonen S.M.M. herdacht op 28 juni 1939 zijn zilveren priesterjubileum. Het jubileum werd op zondag 2 juli 1939 uitgebreid gevierd, waarbij de pater een Heilig Hartbeeld kreeg aangeboden en een Mariakapelletje dat naast het doopvont in de kerk werd geplaatst. Het Hartbeeld werd geplaatst op de locatie van de voormalige noodkerk aan het Kerkplein en ingewijd in aanwezigheid van onder anderen J.H. Martin, burgemeester van Hoensbroek en ir. Van der Drift, hoofdingenieur van de Staatsmijn.
Het vijfenhalve meter hoog monument werd ontworpen door de achttienjarige Sjef Eijmael, leerling van de Kunstnijverheidsschool, die het samen met zijn vader Jozef uitvoerde.

## Beschrijving
Het tweeënhalve meter hoge beeld, gemaakt van euville, is een staande Christus, gekleed in een lang gedrapeerd gewaad. Hij houdt met zijn linkerhand de zoom van zijn mantel vast en wijst met zijn rechterhand naar het Heilig Hart op zijn borst. Op zijn linkerschouder zit een duif, symbool van de Heilige Geest.
Het beeld staat op een bakstenen sokkel, waarin aan de voorzijde twee euville reliëfs zijn geplaatst, aan de linkerzijde een landbouwer met zeis, aan de rechterzijde een mijnwerker met mijnlamp en houweel. Het hoofd van beide mannen is niet meer aanwezig.
Aan de achterzijde is een plaquette aangebracht met de tekst: 

DEN Z.E.P. RECTOR JOS. MOONEN S.M.M. AANGEBODEN BIJ ZIJN ZILVEREN PRIESTERFEEST DOOR DE BEWONERS VAN HET RECTORAAT HOENSBROEK-STATION 28 JUNI 1939

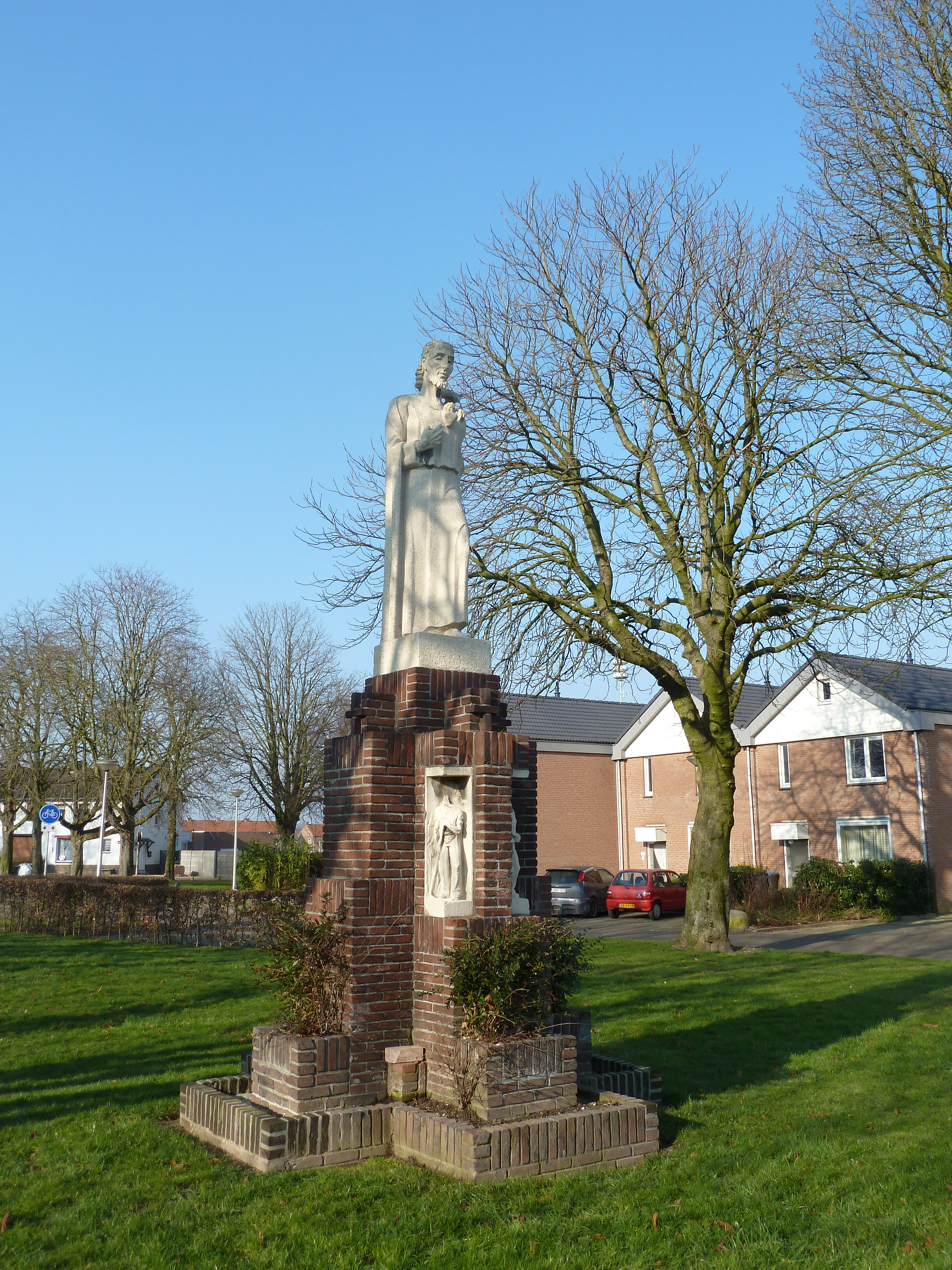
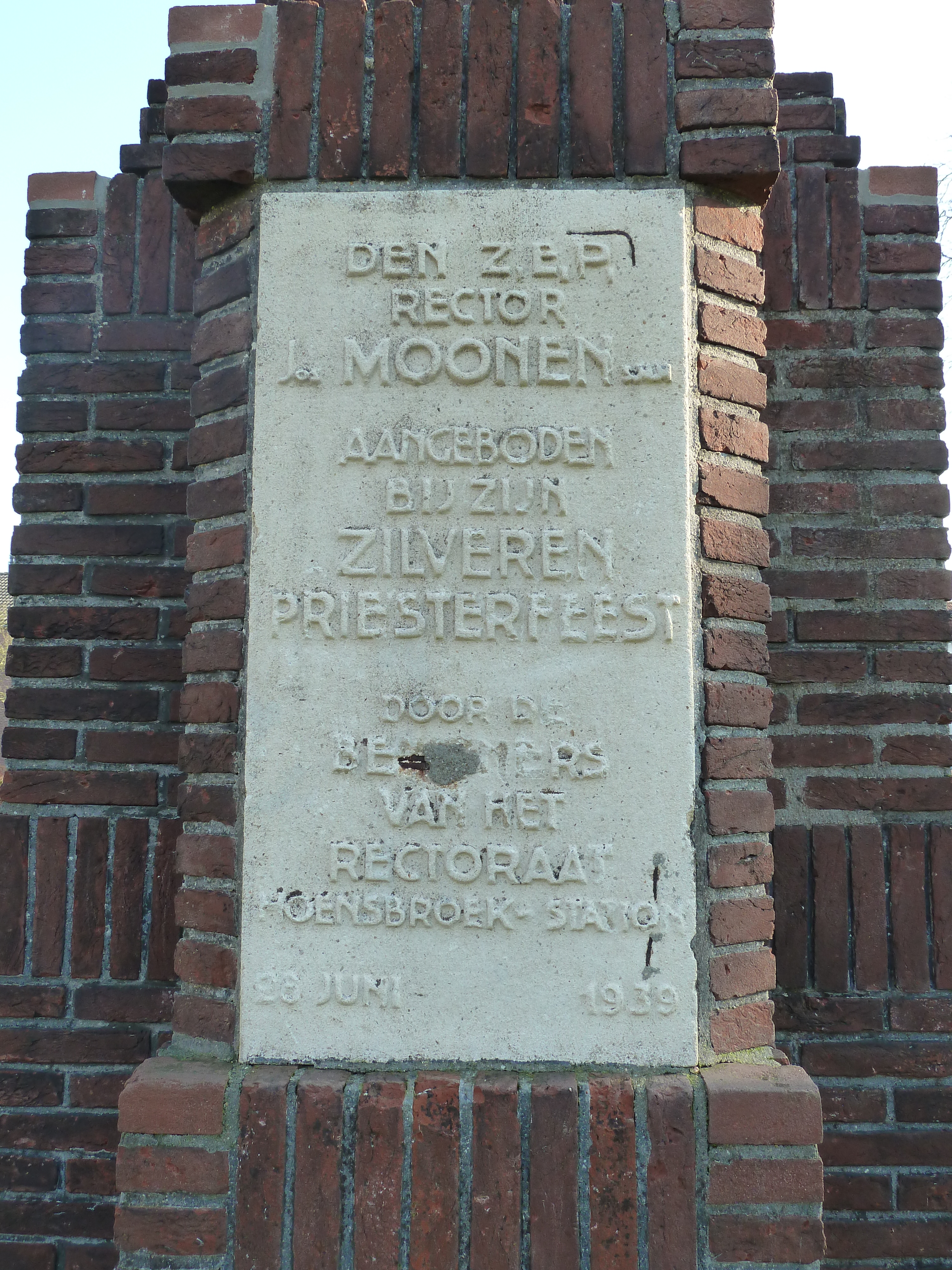
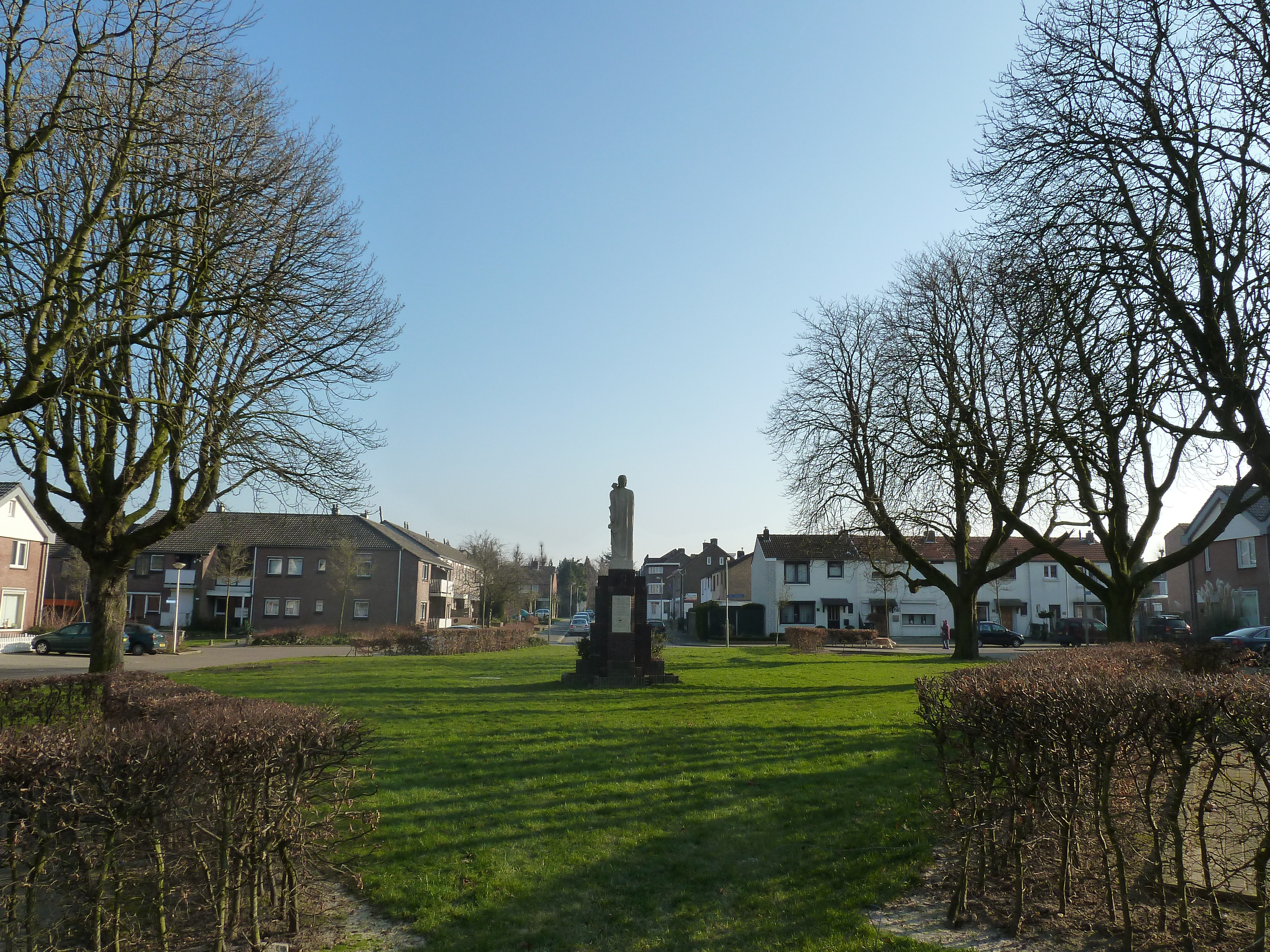